# Fátima Langa
Fátima José Correia Langa, kurz auch Fátima Langa (* 24. Juni 1953 im Dorf Bahanine, Distrikt Manjacaze, Provinz Gaza, Portugiesisch-Ostafrika; † 25. Juni 2017 in Maputo) war eine mosambikanische Schriftstellerin.

## Leben
Fátima Langa wurde 1953 in dem kleinen Dorf Bahanine im Distrikt Manjacaze der Provinz Gaza der damaligen portugiesischen Kolonie Mosambik geboren. Die mit ihrer Muttersprache Chichopi aufgewachsene Langa besuchte die Grundschule in Manjacaze, wo sie Portugiesisch lernte; später absolvierte sie erste Berufsvorbereitungskurse in der Provinzhauptstadt João Belo (heute Xai-Xai). Ihre Ausbildung schloss sie vorerst in der Kolonialhauptstadt Lourenço Marques (heute Maputo) ab.
Langa berichtete von sich selbst, dass sie es von klein auf gemocht habe, Geschichten zu hören und zu erzählen. Später begann sie erste Geschichten aufzuschreiben und wurde dabei vor allem von ihrer Freundin und Bekannten Lília Momplé unterstützt und motiviert. 1986 gewann Langa den zweiten Platz eines Literaturwettbewerbs der UNESCO („Drei Geschichten dreier Frauen“) mit dem Text „A Morte da Bela Acácia“ (Der Tod der schönen Akazie).
2004 veröffentlichte sie ihr erstes Buch „Uma Jibóia no Congelador“, 2006 folgte „Vhembeleti“. Sie veröffentlichte seitdem des Öfteren Gedichte und kurze Geschichten in mosambikanischen Zeitungen und Magazine. 2010 begann sie ein Journalismus-Studium an der Eduardo-Mondlane-Universität.
Neben ihrer schriftstellerischen Arbeit engagierte sich Langa auch für zwei Frauenorganisationen: MUCHEFA, eine kleine Organisation, die vor allem weibliche HIV-Infizierte unterstützt, sowie DINÂMICA, eine Organisation, die benachteiligten Kindern in Mosambik hilft.
Für ihre Arbeit und ihr Engagement zeichnete die brasilianische Academia de Ciências e Letras de Conselheiro Lafayette (ACLCN) Langa aus.

## Werke
- 2004: Uma Jibóia no Congelador
- 2006: Vhembeleti
- 2012: O rapaz e a raposa (auf Portugiesisch und Cicopi)[4]
- 2013: O Coelho e a Águia (auf Portugiesisch und Cicopi)[4]
- 2014: O Leão, a Mulher e Criança
- 2015: A Gazela, o Carneiro e O Coelho (auf Portugiesisch und Makonde)[5]
- 2016: Ndinema vai à escola[6]